# مبنى رومر
مبنى رومر (بالألمانية: Römer) أحد أهم معالم مدينة فرانكفورت التي تتمتع بأهمية كبيرة منذ العام 1405 من الميلاد ولمدة ستة قرون كان خلالها المبنى مقراً لبلدية مدينة فرانكفورت. أما ما يميز المبنى هو وقوعه في الوسط من مدينة فرانكفورت. الشكل الخارجي لمبنى رومر من الواجهة يتميز بشكله المتدرج الممتد على مساحة ثلاثة أبنية مصممة بنمط معماري فريد. أما من الداخل فيضم المبنى صالة القيصر كايزر سال التي تم تخصيصها من قبل القيصر لتتويج أباطرة المانيا

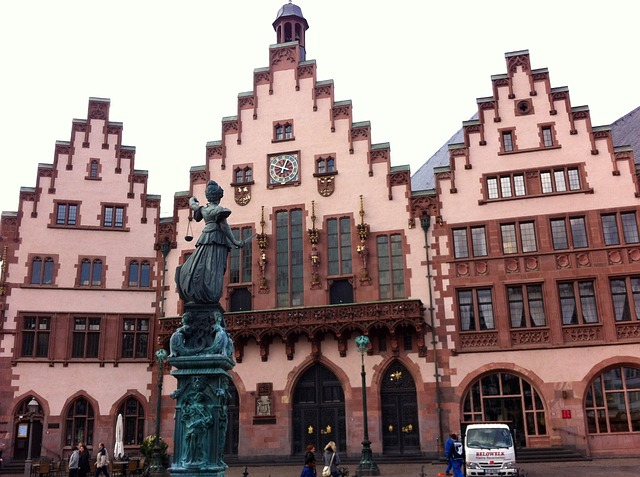
بيوت الرومر التلقليدية